# Bahnstrecke Lollar–Wetzlar
| |                         |                                 |                                 |
| Streckennummer (DB): | 3706                    |                                 |                                 |
| Kursbuchstrecke (DB): | 526 (1980)              |                                 |                                 |
| Kursbuchstrecke: | 166c (1934) 194c (1946) |                                 |                                 |
| Streckenlänge: | 18,1 km                 |                                 |                                 |
| Spurweite: | 1435 mm (Normalspur)    |                                 |                                 |
| |                         |                                 |                                 |
| \| \| \| von (Berlin–) Marburg \| \| \| \| \| von Grünberg (Oberhess) \| \| \| \| 0,0 \| Lollar (Inselbahnhof) \| Lollar (Inselbahnhof) \| \| \| 0,4 \| Lumda \| Lumda \| \| \| \| nach Gießen \| \| \| \| 1,5 \| Lahn \| Lahn \| \| \| 2,4 \| Wißmar \| Wißmar \| \| \| 4,4 \| Launsbach \| Launsbach \| \| \| 4,8 \| Launsbach, Gießener Straße \| Launsbach, Gießener Straße \| \| \| 5,7 \| Krofdorf-Gleiberg \| Krofdorf-Gleiberg \| \| \| 7,1 \| Bundesautobahn 480 \| Bundesautobahn 480 \| \| \| 7,9 \| Anst Fa. Schneider \| Anst Fa. Schneider \| \| \| 7,9 \| Biebertalbahn \| Biebertalbahn \| \| \| 8,0 \| Abendstern \| Abendstern \| \| \| 8,5 \| Bieber \| Bieber \| \| \| 9,0 \| Kinzenbach Ost \| Kinzenbach Ost \| \| \| 9,9 \| Kinzenbach \| Kinzenbach \| \| \| 11,5 \| Kinzenbacher Straße \| Kinzenbacher Straße \| \| \| 11,6 \| Atzbach \| Atzbach \| \| \| 11,9 \| Atzbach \| Atzbach \| \| \| 12,2 \| Fußgängerbrücke Atzbach \| Fußgängerbrücke Atzbach \| \| \| 12,9 \| Dorlar \| Dorlar \| \| \| 13,3 \| Waldgirmeser Straße \| Waldgirmeser Straße \| \| \| 14,9 \| Bundesautobahn 45 \| Bundesautobahn 45 \| \| \| 15,1 \| Lahn \| Lahn \| \| \| 15,2 \| Abzweig zum Überwerfungsbauwerk \| Abzweig zum Überwerfungsbauwerk \| \| \| 15,5 \| von Gießen \| von Gießen \| \| \| 16,3 \| Garbenheim, Wannsweg \| Garbenheim, Wannsweg \| \| \| 16,4 \| Garbenheim (bis 1977) \| Garbenheim (bis 1977) \| \| \| 16,6 \| Garbenheim, Bahnhofstraße \| Garbenheim, Bahnhofstraße \| \| \| 16,6 \| Wetzlar Gbf \| Wetzlar Gbf \| \| \| \| Lahn \| \| \| \| 18,1 \| Wetzlar \| Wetzlar \| \| \| \| nach Siegen \| \| \| \| \| nach Limburg (Lahn) (–Metz) \| \| \| \| \| \| \| \| Quellen: [1] \| \| \| \| |                         |                                 |                                 |
| |                         | von (Berlin–) Marburg           |                                 |
| Abzweig geradeaus und von links |                         | von Grünberg (Oberhess)         | von Grünberg (Oberhess)         |
| Bahnhof | 0,0                     | Lollar (Inselbahnhof)           | Lollar (Inselbahnhof)           |
| Brücke über Wasserlauf | 0,4                     | Lumda                           | Lumda                           |
| Abzweig ehemals geradeaus und nach links |                         | nach Gießen                     | nach Gießen                     |
| Brücke über Wasserlauf (Strecke außer Betrieb) | 1,5                     | Lahn                            | Lahn                            |
| Haltepunkt / Haltestelle (Strecke außer Betrieb) | 2,4                     | Wißmar                          | Wißmar                          |
| Haltepunkt / Haltestelle (Strecke außer Betrieb) | 4,4                     | Launsbach                       | Launsbach                       |
| Strecke mit Straßenbrücke (Strecke außer Betrieb) | 4,8                     | Launsbach, Gießener Straße      | Launsbach, Gießener Straße      |
| Haltepunkt / Haltestelle (Strecke außer Betrieb) | 5,7                     | Krofdorf-Gleiberg               | Krofdorf-Gleiberg               |
| Strecke mit Straßenbrücke (Strecke außer Betrieb) | 7,1                     | Bundesautobahn 480              | Bundesautobahn 480              |
| Abzweig geradeaus und von links (Strecke außer Betrieb) | 7,9                     | Anst Fa. Schneider              | Anst Fa. Schneider              |
| Kreuzung (Strecken außer Betrieb) | 7,9                     | Biebertalbahn                   | Biebertalbahn                   |
| Bahnhof (Strecke außer Betrieb) | 8,0                     | Abendstern                      | Abendstern                      |
| Brücke über Wasserlauf (Strecke außer Betrieb) | 8,5                     | Bieber                          | Bieber                          |
| Haltepunkt / Haltestelle (Strecke außer Betrieb) | 9,0                     | Kinzenbach Ost                  | Kinzenbach Ost                  |
| Bahnhof (Strecke außer Betrieb) | 9,9                     | Kinzenbach                      | Kinzenbach                      |
| Brücke (Strecke außer Betrieb) | 11,5                    | Kinzenbacher Straße             | Kinzenbacher Straße             |
| Brücke über Wasserlauf (Strecke außer Betrieb) | 11,6                    | Atzbach                         | Atzbach                         |
| Haltepunkt / Haltestelle (Strecke außer Betrieb) | 11,9                    | Atzbach                         | Atzbach                         |
| Strecke mit Straßenbrücke (Strecke außer Betrieb) | 12,2                    | Fußgängerbrücke Atzbach         | Fußgängerbrücke Atzbach         |
| Bahnhof (Strecke außer Betrieb) | 12,9                    | Dorlar                          | Dorlar                          |
| Strecke mit Straßenbrücke (Strecke außer Betrieb) | 13,3                    | Waldgirmeser Straße             | Waldgirmeser Straße             |
| Strecke mit Straßenbrücke (Strecke außer Betrieb) | 14,9                    | Bundesautobahn 45               | Bundesautobahn 45               |
| Brücke über Wasserlauf (Strecke außer Betrieb) | 15,1                    | Lahn                            | Lahn                            |
| Verschwenkung von links (Strecke außer Betrieb) · Verschwenkung von rechts (Strecke außer Betrieb) | 15,2                    | Abzweig zum Überwerfungsbauwerk | Abzweig zum Überwerfungsbauwerk |
| Abzweig ehemals geradeaus und von links · Kreuzung geradeaus oben (Strecke geradeaus außer Betrieb) | 15,5                    | von Gießen                      | von Gießen                      |
| Brücke · Brücke (Strecke außer Betrieb) | 16,3                    | Garbenheim, Wannsweg            | Garbenheim, Wannsweg            |
| Strecke · Haltepunkt / Haltestelle (Strecke außer Betrieb) | 16,4                    | Garbenheim (bis 1977)           | Garbenheim (bis 1977)           |
| Brücke · Brücke (Strecke außer Betrieb) | 16,6                    | Garbenheim, Bahnhofstraße       | Garbenheim, Bahnhofstraße       |
| Dienststation / Betriebs- oder Güterbahnhof · Strecke (außer Betrieb) | 16,6                    | Wetzlar Gbf                     | Wetzlar Gbf                     |
| Brücke über Wasserlauf · Brücke über Wasserlauf (Strecke außer Betrieb) |                         | Lahn                            | Lahn                            |
| Bahnhof · Kopfbahnhof Streckenanfang · Bahnhof | 18,1                    | Wetzlar                         | Wetzlar                         |
| Strecke nach rechts |                         | nach Siegen                     | nach Siegen                     |
| |                         | nach Limburg (Lahn) (–Metz)     |                                 |
| |                         |                                 |                                 |
| Quellen: |                         |                                 |                                 |

Die Bahnstrecke Lollar–Wetzlar war eine eingleisige Hauptbahn in Hessen, die ursprünglich als Teil der Kanonenbahn Berlin–Metz erbaut und betrieben wurde. Sie verband Lollar und Wetzlar unter Umgehung des Knotens Gießen.

## Geschichte

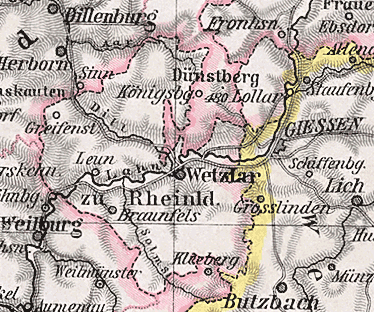
Die Kanonenbahn umging den hessischen Bahnknoten Gießen und verlief so weit möglich auf seinerzeit preußischem Gebiet (Karte von 1905)

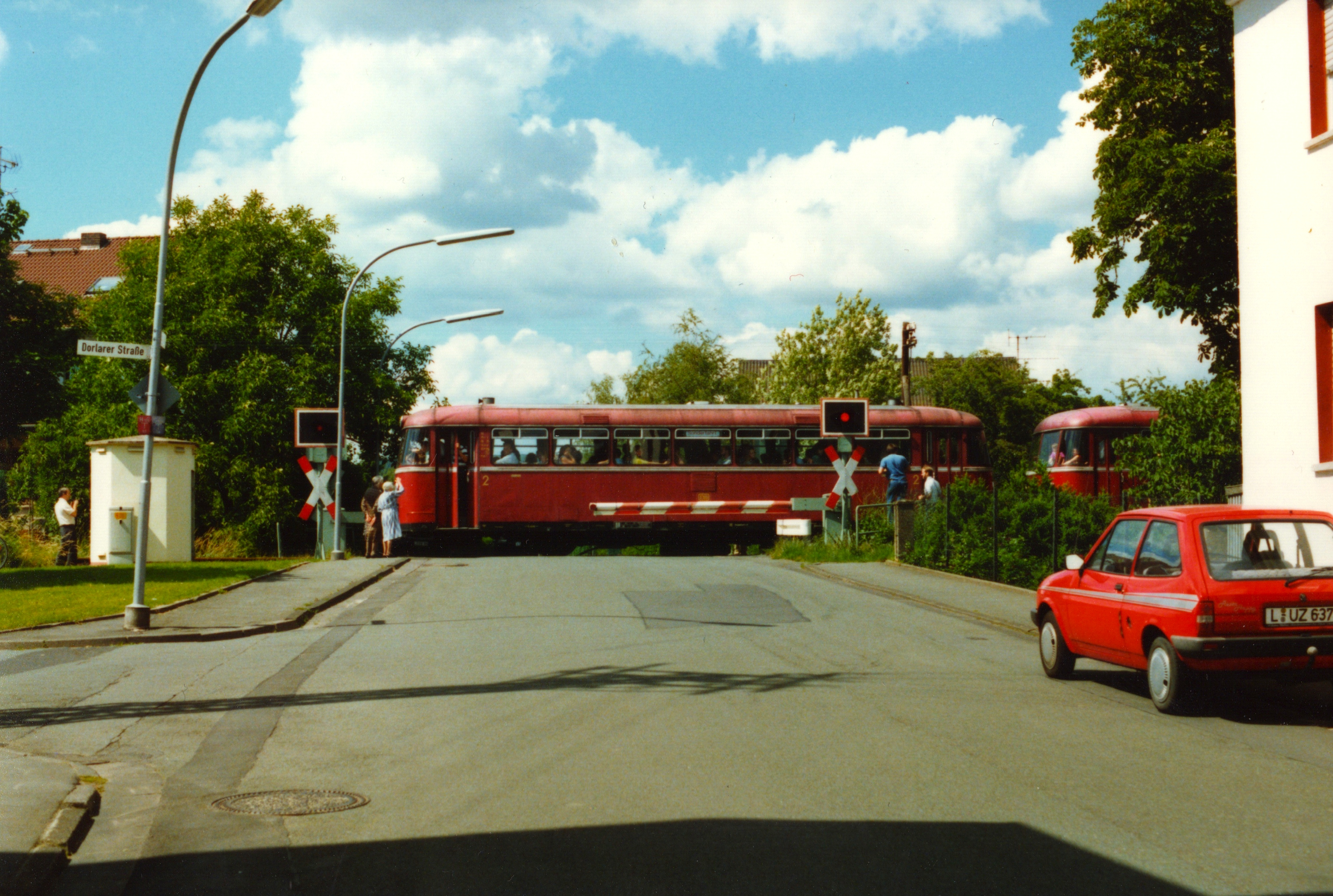
Am 24. Juni 1990 fanden letzte Sonderfahrten mit einem Schienenbus statt; hier in Atzbach.

Der 18,04 Kilometer lange Streckenabschnitt Lollar–Wetzlar wurde als Umfahrung von Gießen gebaut. Gießen gehörte damals zum Großherzogtum Hessen-Darmstadt und damit bis zur Gründung des Deutschen Reiches 1870/71 nicht zum preußischen Einflussbereich. Von der Main-Weser-Bahn von Norden kommend, zweigte die Kanonenbahn in Lollar nach Westen auf eine eigene Trasse ab und traf in Wetzlar auf die Lahntalbahn, auf der sie weiter nach Westen führte.
Die Arbeiten standen unter der Leitung von Julius Lehwald. Die ersten Vermessungsarbeiten für die Strecke wurden 1872 durchgeführt. Für die kurze Streckenführung durch das Großherzogtum Hessen im Bereich Lollar und Heuchelheim wurde ein Staatsvertrag zwischen dem Großherzogtum und dem Königreich Preußen geschlossen. Die Bauarbeiten begannen am 1. Juli 1875 und wurden im Juli 1878 beendet. Offiziell eröffnet wurde die Strecke am 15. Oktober 1878. Wegen der strategischen Bedeutung wurden zunächst keine der an der Strecke liegenden Ortschaften bedient. Die Linie zeichnet sich durch recht großzügige Radien und geringe Steigungen aus. Einige der Fundamente der Brückenbauwerke sowie das Dammbauwerk waren sogar für zweigleisigen Betrieb ausgelegt. Ein Überwerfungsbauwerk am Güterbahnhof Wetzlar ermöglichte das kreuzungsfreie Ein- und Ausfahren aus den jeweiligen Streckengleisen der Dillstrecke. Ein Plan des Bahnhofs Wetzlar aus dem Jahr 1920 zeigt am westlichen Ende der Lahnbrücke in Kilometer 15,2 ein Stellwerk und einen eingleisig ausgeführten Abzweig zur Dillstrecke im Bereich des damaligen Stellwerks VIII des Verschiebebahnhofs Wetzlar. Über dieses Gleis – dessen Damm heute noch erkennbar ist – konnte aus Richtung Lollar in die damaligen Gleise 1 und 3 bis 5 des Verschiebebahnhofs ein- und aus den Gleisen 2, 5 und 6 des Verschiebebahnhofs in Richtung Lollar ausgefahren werden.

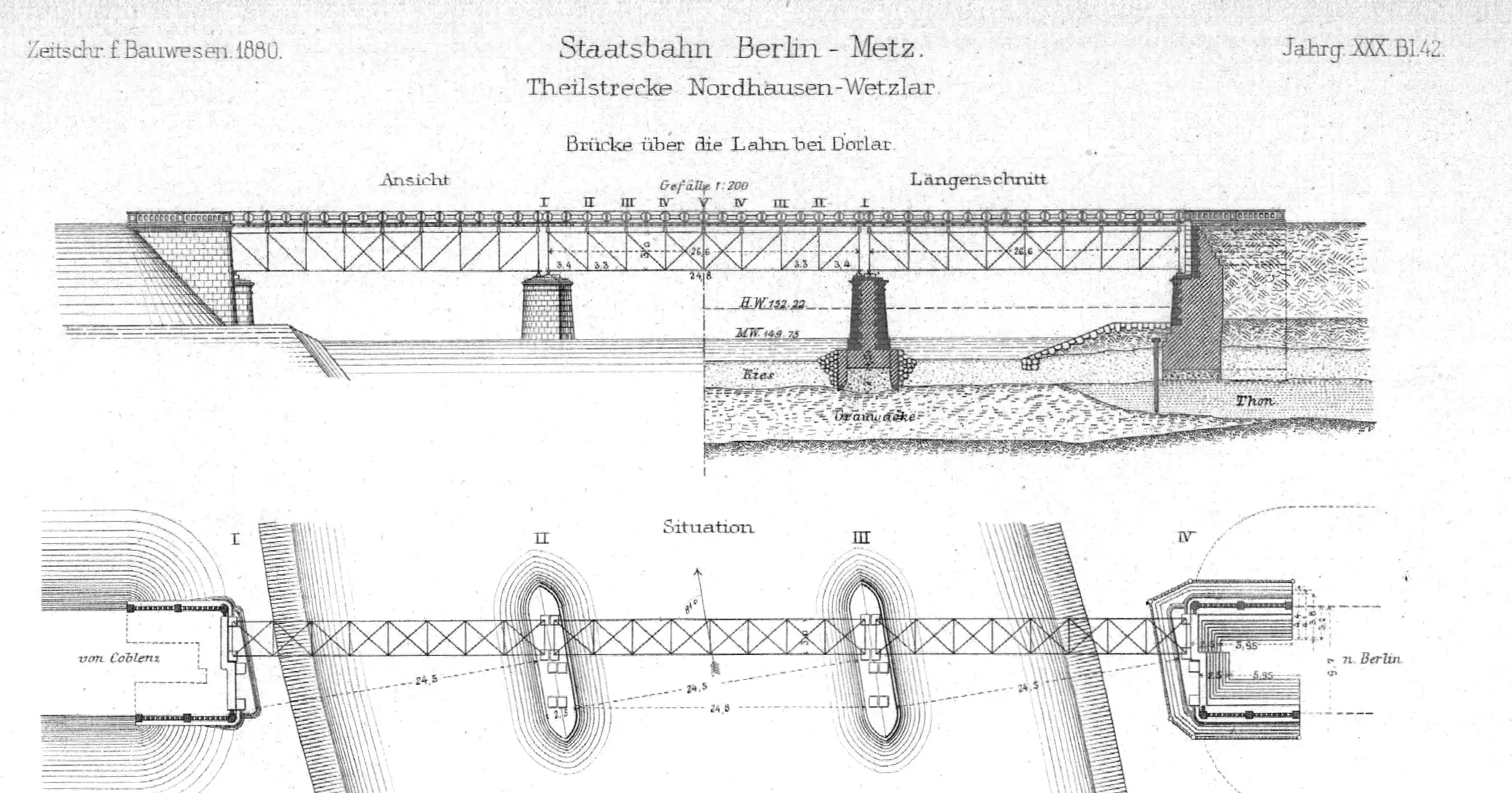
Lahnbrücke bei Dorlar

Der Personenverkehr auf dieser Strecke wurde am 30. Mai 1980 beendet. Der Güterverkehr zwischen Lollar und Abendstern wurde am 28. Februar 1983 eingestellt. Der restliche Güterverkehr zwischen Wetzlar und Abendstern wurde am 28. September 1990 eingestellt. Danach fanden zwischen Abendstern und Wetzlar noch einzelne Betriebsfahrten statt, um vom nahegelegenen Umspannwerk Wettenberg mehrere Generatoren auf dem Schienenweg zu transportieren.
Zum 20. Februar 1988 wurde zwischen Lollar und Abendstern das Gleis abgebaut. Die Demontage der Gleis-, Weichen- und Signalanlagen im Abschnitt Abendstern–Wetzlar begann am 10. Juli 1995 und war am 31. Juli 1995 abgeschlossen.

## Zustand heute

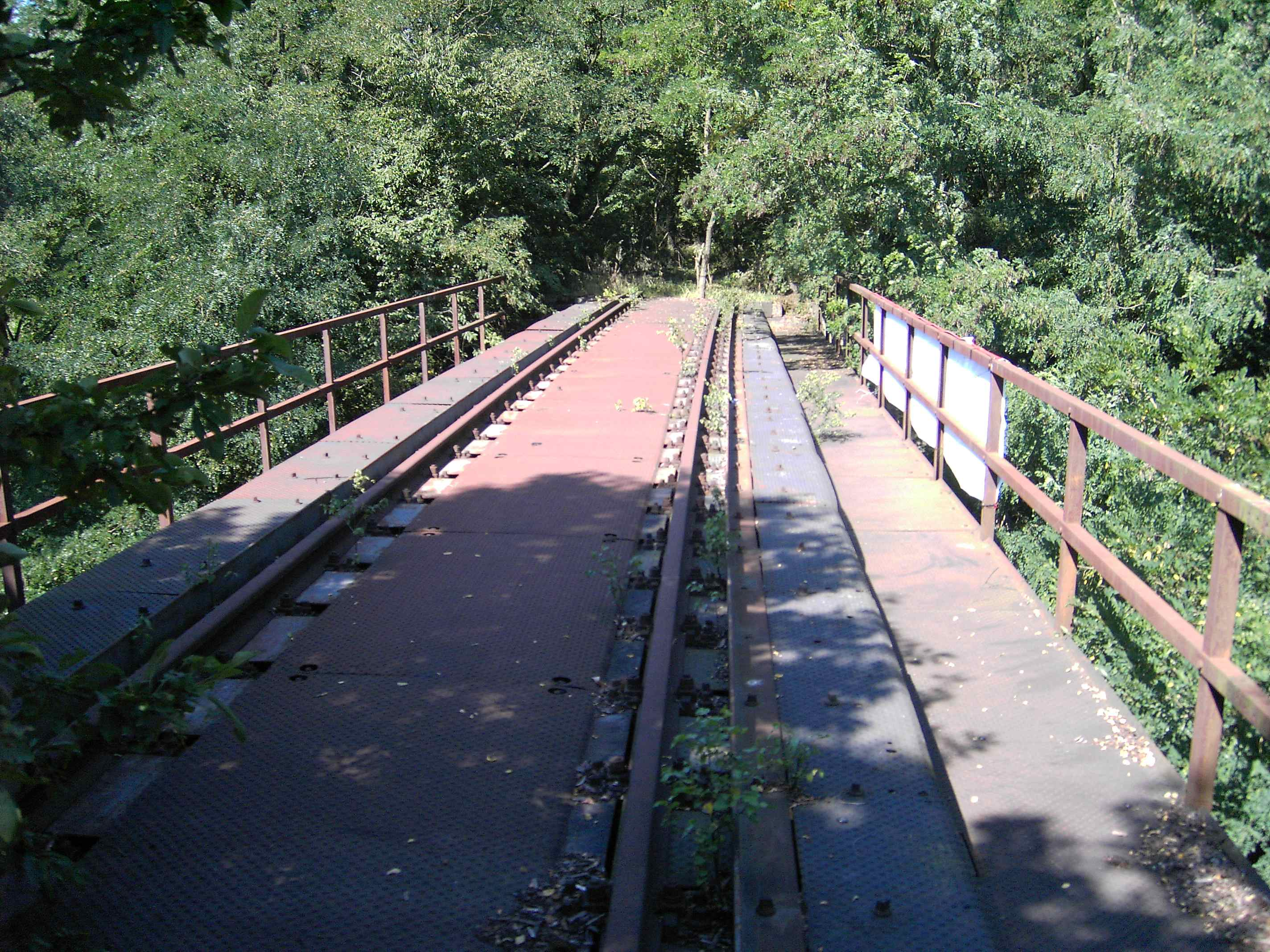
Brücke bei Krofdorf-Gleiberg, Nähe „Im Augarten“, der Bahnkörper wächst langsam zu. (2007)

Mit Ausnahme eines kleinen Abschnitts im Gemeindebereich Heuchelheim und am Streckenende im Stadtgebiet Wetzlar ist die Bahnstrecke inzwischen in der Hand der Anliegergemeinden Lahnau, Heuchelheim, Wettenberg und Lollar. Die Strecke ist in fast allen Teilen gemäß § 23 Allgemeines Eisenbahngesetz von Eisenbahnbetriebszwecken freigestellt, rechtlich also keine Eisenbahnanlage mehr.
Nach neuesten Erkenntnissen (Nachfrage der Gemeinde Lahnau zum Eigentum der „Eisernen Brücke“ über die Lahn bei Dorlar 2019/2020) ist die Brücke selbst nicht im Eigentum der Gemeinde Lahnau, sondern immer noch Bahneigentum und als Bahnstrecke gewidmet.
Es wird versucht, die Bauwerke der stillgelegten Kanonenbahn-Abschnitte zu erhalten. Einige sind Kulturdenkmäler nach dem Hessischen Denkmalschutzgesetz.
Das Empfangsgebäude in Kinzenbach dient als Heimatmuseum. Vor dem Gebäude sind zwei Beiwagen zum Uerdinger Schienenbus (998 850 und 998 170) im Gleis abgestellt, die ebenso museal betreut werden. Das Empfangsgebäude in Dorlar dient als kommunales Jugendzentrum „JUZ Alter Bahnhof“. Ansonsten ist noch das Empfangsgebäude von Atzbach erhalten geblieben, das nun Vereinszwecken dient, sowie das von „Abendstern“, welches zu einem Wohnhaus umgebaut wurde. In Wißmar steht noch die alte Güterhalle, hier wurde die Außenstelle des kommunalen Betriebshofs errichtet.
Die größte Umwandlung bzw. Umnutzung der ehemaligen Liegenschaften der Kanonenbahn hat es in Wetzlar gegeben. Hier ist mit Umbau des Personenbahnhofs in den Jahren 2012 und 2013 der komplette Bereich der Gleise 1 und 2 verschwunden und das Gleis 3 wurde quasi zum Hausgleis. Das Gleisvorfeld in Richtung Osten wurde für eine Fußgängerrampe zur Unterführung in Anspruch genommen sowie ein Fuß-/Radweg angelegt. Die zweite Brücke über die Lahn, welche zu den Gleisen 1 und 2 führte, wurde bis auf die Pfeiler demontiert. Auf diesen liegen nun die Brückenteile der neuerbauten Wolfgang-Kühle-Straße. Diese kommunale Straße erschließt das Areal der Bahnhof-Südseite. Früher waren hier Lokschuppen, Betriebsgebäude, Industriebetriebe und eine Panzerverladerampe. Seit 2004/2005 befinden sich dort die Multifunktionsarena Rittal Arena Wetzlar, die Heimspielstätte des Handball-Bundesligisten HSG Wetzlar und das Einkaufszentrum Forum Wetzlar. Von der alten Kanonenbahn und den Betriebsanlagen ist kaum noch etwas zu sehen.
Bislang sind auf der gesamten Strecke der Kanonenbahn zwischen Lollar und Wetzlar alle Bahnbrücken erhalten geblieben, die zum Teil als Fußgängerbrücken dienen.

## Literatur

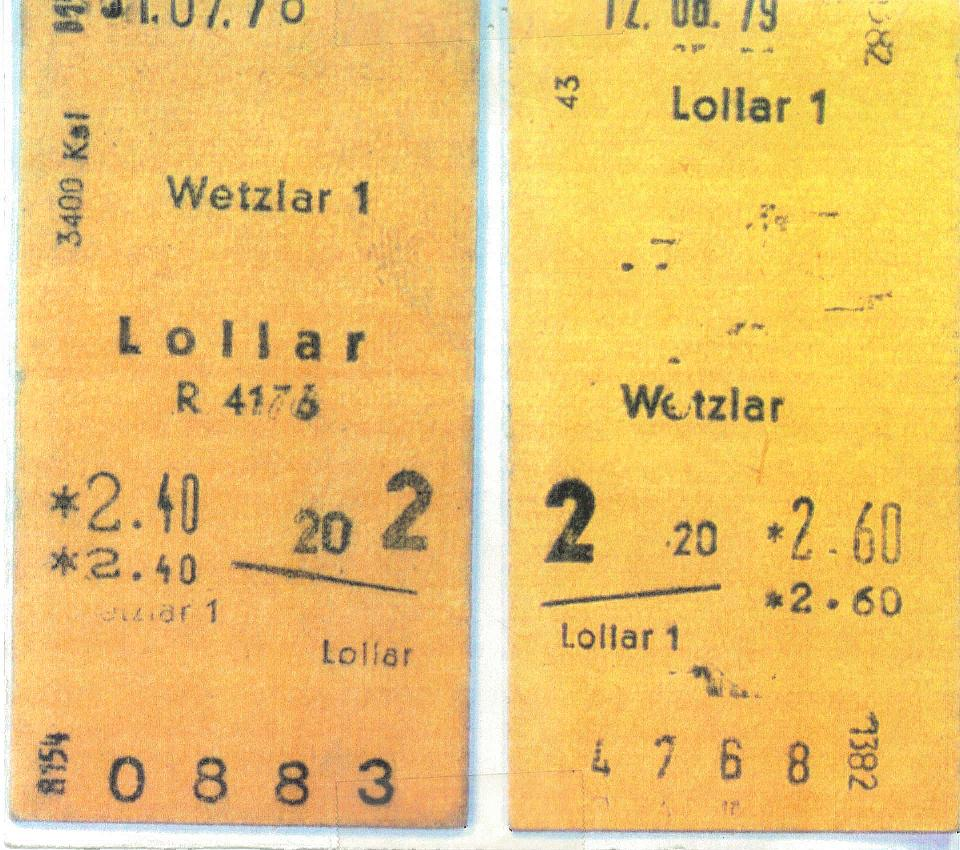
Original abgestempelte Fahrkarten, Maße 31 × 58 × 1 mm

## Betriebsstellen
| Bahnhof bzw. Haltepunkt | Gemeinde    | Bahnsteig- gleise | Strecken- Kilometer | Anmerkung |
| ----------------------- | ----------- | ----------------- | ------------------- | --- |
| Lollar (Inselbahnhof)   | Lollar      | 3 (ehem. 6)       | 00,0                | Anschlussbahnhof, Umsteigeknoten in Richtung Frankfurt am Main, Kassel, …, Anschluss der Lumdatalbahn             |
| Wißmar                  | Wettenberg  | 1                 | 02,4                | Haltestelle |
| Launsbach               | Wettenberg  | 1                 | 04,4                | Haltepunkt |
| Krofdorf-Gleiberg       | Wettenberg  | 1                 | 05,7                | Haltepunkt |
| Abendstern              | Heuchelheim | 1                 | 08,0                | Bahnhof, niveaugleiche Kreuzung mit der Biebertalbahn, die hier auch einen Anschluss zur Erzverladung unterhielt. |
| Kinzenbach Ost          | Heuchelheim | 1                 | 09,3                | Haltepunkt |
| Kinzenbach              | Heuchelheim | 2                 | 09,9                | Bahnhof |
| Atzbach                 | Lahnau      | 1                 | 11,9                | Haltepunkt |
| Dorlar                  | Lahnau      | 2                 | 12,9                | Bahnhof |
| Garbenheim              | Wetzlar     | 1                 | 16,4                | Haltepunkt bis 1977                                                                                               |
| Wetzlar                 | Wetzlar     | 5 (ehem. 7)       | 18,1                | Trennungsbahnhof, Umsteigeknoten in Richtung Siegen, Gießen, Limburg …                                            |